# 安德尔河畔梅尔
安德尔河畔梅尔（法語：Mers-sur-Indre）是法国安德尔省的一个市镇，位于该省东南部，属于拉沙特尔区。该市镇总面积25.45平方公里，2009年时的人口为594人。

## 人口
安德尔河畔梅尔人口变化图示